# Paul Vaden
Paul Vaden (* 29. Dezember 1967 in San Diego, Kalifornien) ist ein ehemaliger US-amerikanischer Boxer.
Am 12. August 1995 feierte er seinen größten Erfolg, als er mit einem Sieg durch Technischen K. o. in Runde 12 Vincent Pettway den IBF-Weltmeistertitel im Halbmittelgewicht abnahm. Er verlor diesen Gürtel im Dezember desselben Jahres bei der Titelvereinigung gegen den WBC-Weltmeister Terry Norris klar und einstimmig nach Punkten.